# Belaynesh Algera
Belaynesh Algera (ur. 26 czerwca 1990) – etiopska lekkoatletka specjalizująca się w biegach długodystansowych.

## Rekordy życiowe
- bieg na 10 000 metrów – 30:26,70 (1 czerwca 2012, Eugene)